# Kappa
A kappa (Κ κ) a görög ábécé tizedik betűje, a k betű és hang.
A κ betűhöz kapcsolódó fogalmak:
- sportszergyártó cég megnevezése